# 范鍇
范鍇（？—？），華陽（今四川成都）人。北宋文學家范鎮之兄長，范鎮四歲成為孤兒就跟從兩兄范鎡、范鍇為學。范鍇有一子范百祿累官至翰林學士。